# Scrophularia koelzii
Scrophularia koelzii är en flenörtsväxtart som beskrevs av Francis Whittier Pennell. Scrophularia koelzii ingår i släktet flenörter, och familjen flenörtsväxter. Inga underarter finns listade i Catalogue of Life.